# Disis
Na mitologia grega, Disis é uma das Horas, deusas guardiãs da ordem natural, do ciclo anual de crescimento da vegetação e das estações climaticas anuais. Disis é deusa das doenças.
São filhas de Zeus, deus dos deuses e de sua segunda esposa (antes de Hera), a Titânide Têmis, deusa da justiça.